# Open Clarins 1988
Open Clarins 1988 — жіночий тенісний турнір, що проходив на відкритих кортах з ґрунтовим покриттям у Парижі (Франція). Належав до турнірів 1-ї категорії в рамках Туру WTA 1988. Турнір відбувся вдруге і тривав з 19 вересня до 25 вересня 1988 року. Кваліфаєр Петра Лангрова здобула титул в одиночному розряді.

## Фінальна частина

### Одиночний розряд
Петра Лангрова —  Сандра Вассерман 7–6(7–0), 6–2
- Для Лангрової це був єдиний титул за сезон і 1-й — за кар'єру.

### Парний розряд
Алексія Дешом /  Емманюель Дерлі —  Луїс Філд /  Наталі Ерреман 6–0, 6–2
- Для Дешом це був єдиний титул за сезон і 1-й — за кар'єру. Для Дерлі це був єдиний титул за сезон і 1-й — за кар'єру.